# Суґіура Хісуй
Суґіура Хісуй (яп. 杉浦 非水, Sugiura Hisui, 15 травня 1876 - 18 серпня 1965) — японський графічний дизайнер, піонер сучасного японського графічного дизайну.

## Раннє життя
Він народився в місті Мацуяма, префектура Ехіме, у 1876 році.
У 1901 році він закінчив відділення японського живопису Токійської школи мистецтв, нинішнього Токійський університет мистецтв.
Спочатку він прагнув стати японським художником і навчався у Матсуури Ґанкі, художника японського стилю школи Шідзьо.
У 1897 році він переїхав до Токіо, де навчався у Кавабати Ґьокусьо.
Він вступив на відділення японський живопис|японського живопису Токійської школи мистецтв.
Під час навчання в школі він вивчав західний стиль живопису та європейський дизайн у Курода Сейкі.

## Професійне життя
Після закінчення навчання він став дизайнером і працював у друкарні Osaka Sanwa, де обіймав посаду головного дизайнера.
Однак через закриття дизайн-відділу компанії наступного року він залишив цю роботу.
У 1904 році він поїхав до Шімане як учитель середньої школи, а наступного року знову поїхав до Токіо, де почав працювати в Tokyo Chuo Shinbun.
У 1908 році він став позаштатним дизайнером магазину сухих товарів Mitsukoshi, відповідав за обкладинку журналу Mitsukoshi Times. У 1910 році він став головним дизайнером магазину та залишив газету.
Журнал Mitsukoshi почав виходити у 1911 році.
У 1921 році він став викладачем відділення дизайну Nihon Bijutsu Gakko (Японська школа мистецтв) і радником компанії Calpis.
З 1922 по 1924 рік він подорожував Європою, щоб вивчати сучасний графічний дизайн.
Після повернення до Японії він заснував у 1925 році «Hichininsha», групу для вивчення плакатів.
У 1927 році він створив плакат для відкриття руху на Токійська метрополітен лінії Гіндза.
Його роботи цього періоду вважаються одними з перших у японському комерційному дизайні.
У 1929 році він став керівником відділу дизайну Імператорської школи образотворчих мистецтв (нині Мусашінський університет мистецтв).
У 1935 році він був одним із засновників Tama Teikoku Bijutsu Gakko (нині Університет мистецтв Тама).
Його дружина — Суґіура Суйко (1885—1960), поетеса групи Арараґі.
На її творчість вплинув Кітакура Хакушу.

## Роботи
- Плакат для Mitsukoshi (дизайн ангела) (1915)
- Рекламний плакат відкриття Токійської підземної залізниці (нині Токійська метрополітен лінія Гіндза; ділянка Уено-Асакуса) (1927)
- Плакат для 3-ї виставки «Hichininsha» (1928)
- Hisui Sōsaku Zuan (1930)
- Дизайн упаковки сигарет «Хібікі» (1932)
- Дизайн упаковки сигарет «Хікарі» (1936)

Багато його робіт зберігаються в Національний музей сучасного мистецтва, Токіо та Музей мистецтв, Ехіме.

## Нагороди
- Імператорська премія Японської академії мистецтв у 1955 році.
- Медаль Пошани (Японія) з пурпуровою стрічкою у 1958 році.